# Piana di San Vittorino
La Piana di San Vittorino, di Cotilia o del Peschiera è una piccola pianura dell'Italia centrale, nella provincia di Rieti, attraversata dal fiume Velino. È una zona umida assai ricca d'acqua e caratterizzata da marcati fenomeni carsici; fa parte dei siti di interesse comunitario del Lazio.

## Geografia
La Piana di San Vittorino si trova lungo il corso del Velino, stretta tra il gruppo del Terminillo a nord e il Monti del Cicolano a sud. Si allunga in direzione est-ovest per quattro chilometri ed è larga due chilometri. Costituisce uno slargo della valle del Velino, che alle due estremità della pianura si stringe: risalendo il suo corso, verso est, si restringe in corrispondenza di Borgo Velino e Antrodoco, dopo le quali entra nelle ancor più strette Gole del Velino, e ad ovest si restringe in corrispondenza di Cittaducale e di alcuni colli posti a sud-est di Rieti, prima di entrare nella Piana Reatina.
Prende il nome da San Vittorino di Amiterno, che proprio qui venne martirizzato nel 96 d.C. dall'imperatore Nerva, appeso a testa in giù su una sorgente solfurea.
Ne fanno parte i comuni di Cittaducale (con le frazioni Caporio, Cesoni, Cotilia e Micciani) e Castel Sant'Angelo (con le frazioni Canetra e Vasche), entrambi in provincia di Rieti.

### Geologia
Secondo il geografo Riccardo Riccardi, l'imponenza con cui l'erosione carsica si manifesta nella Piana di San Vittorino non ha uguali in tutta Italia.
In tutta la zona sono comuni fenomeni di sprofondamenti del terreno (sinkhole), che coinvolgendo anche case ed edifici possono essere molto pericolosi per la loro repentinità. Al momento sono catalogati e monitorati 42 sinkhole. Le tracce lasciate dai sinkhole vengono chiamate dai locali canetre o canetroni, vasche, pozzi, nomi che hanno dato origine ai rispettivi toponimi. Da sprofondamenti di questo tipo hanno avuto origine i laghi di Paterno, di Mezzo e Burino.
Il sottosuolo è formato da terreni calcarei e da rocce travertinose, coperti da terre alluvionali.
L'abbondanza di sorgenti in superficie è una evidente manifestazione di una vasta circolazione idrica sotterranea, che esercita una forte azione corrosiva sullo strato travertinoso su cui poggia l'intera piana, assottigliandolo e formando al suo interno delle caverne sotterranee, che a volte cedono facendo sprofondare il terreno soprastante.

### Idrografia

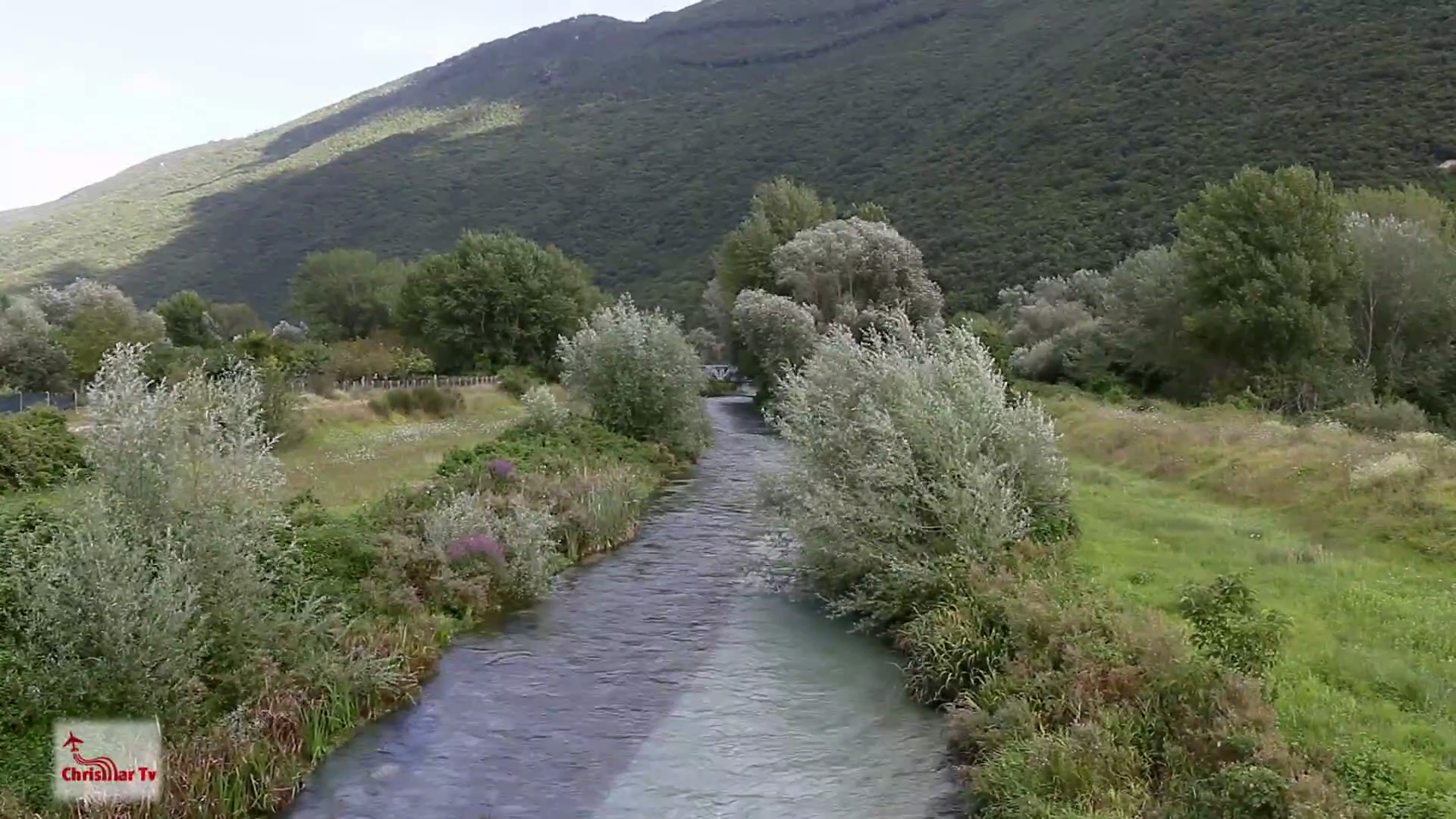
Il fiume Peschiera nei pressi delle sorgenti

La Piana di San Vittorino è un territorio molto ricco d'acqua.
La piana è attraversata per tutta la sua interezza dal fiume Velino, che in questo territorio si accresce di molte acque, tra cui quelle delle sorgenti di Canetra.
Il principale degli affluenti del Velino è però il Peschiera, fiume dal corso brevissimo ma di primaria importanza per via delle sue sorgenti, che hanno la portata eccezionale di quasi 20 000 litri al secondo, che le rende le seconde in Italia e le maggiori di tutto l'Appennino. Una parte consistente di questa acqua è convogliata nell'acquedotto del Peschiera-Capore, un'imponente opera di ingegneria idraulica che la trasporta fino a Roma, di cui è di gran lunga l'acquedotto più importante fornendo l'85% dell'acqua utilizzata dalla città.

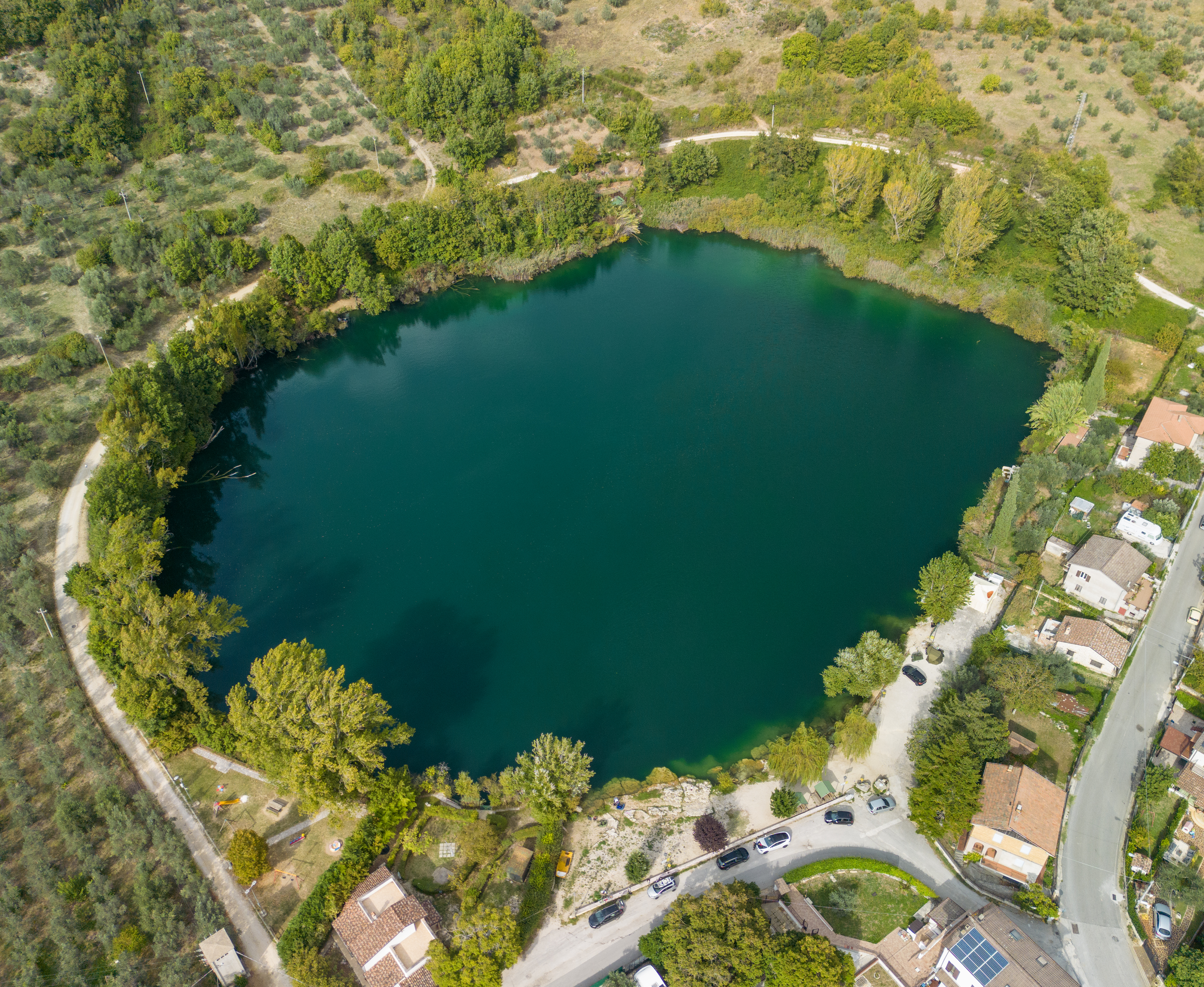
Il lago di Paterno, di origine carsica

Si trovano nella piana anche tre laghi, tutti di origine carsica e situati nei pressi della frazione Vasche di Castel Sant'Angelo: il lago di Paterno, il Pozzo di Mezzo e il Pozzo Burino. Specchi d'acqua di dimensioni ancora minori sono comuni in tutta la zona.

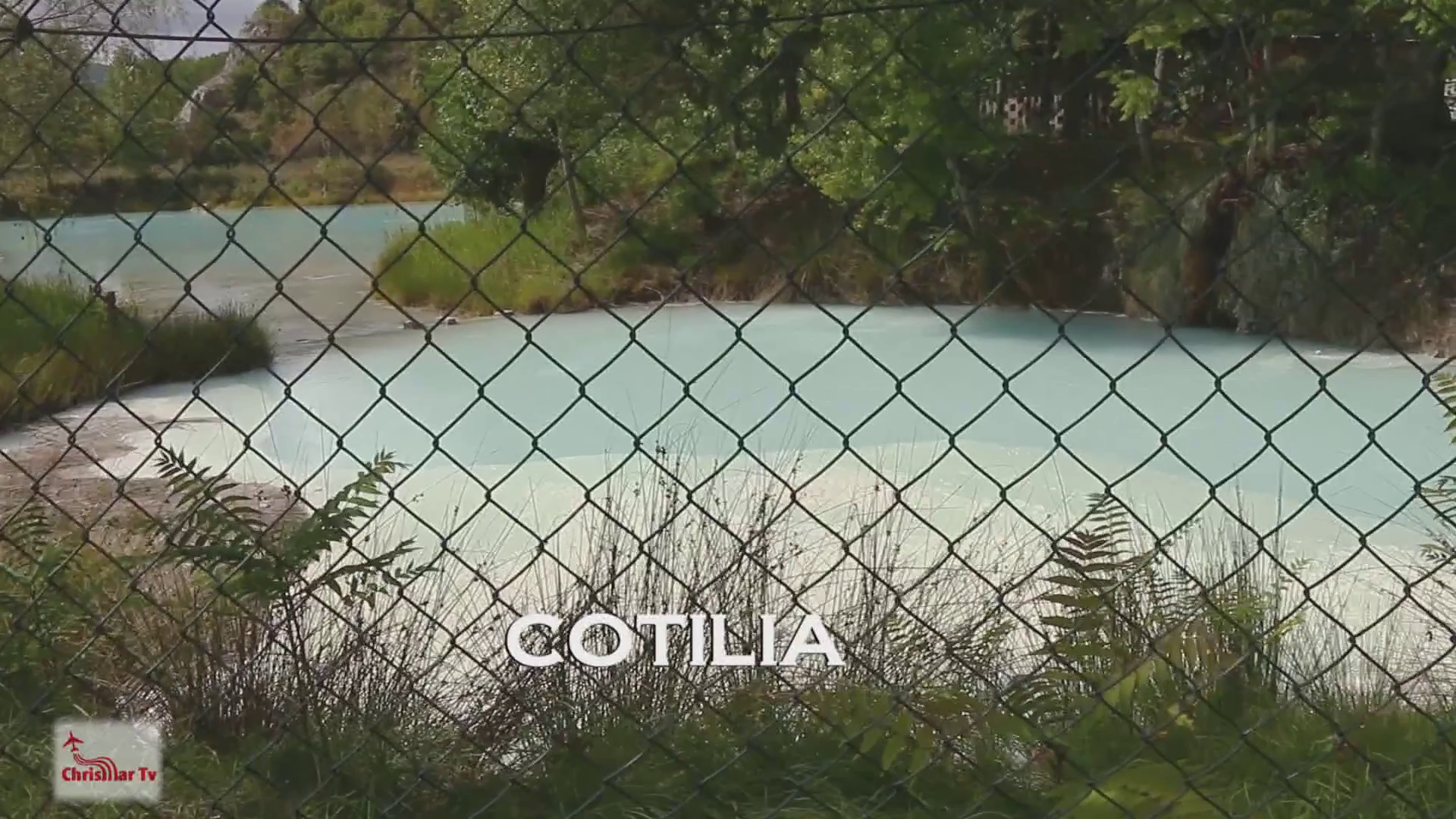
Laghetto di acqua sulfurea nei pressi delle terme di Cotilia

Inoltre sono diffuse in tutto il territorio della piana sorgenti fortemente mineralizzate, dalle quali sgorga acqua sulfurea (detta «acqua solfa» in dialetto locale), dal caratteristico odore acre di uova marce, o acqua ferruginosa.
Storicamente la Piana era soggetta a frequenti inondazioni da parte del fiume Velino, che provocavano gravi danni all'agricoltura e depositavano nelle campagne acqua stagnante che favoriva la diffusione della malaria. Nel Settecento il problema venne individuato nella insufficiente arginatura del fiume e nella sua tortuosità, ma dei provvedimenti furono presi solo nel 1839 quando il Velino venne allontanato dalla sua sede storica ai piedi del Terminillo e deviato al centro della valle in un canale artificiale rettilineo appositamente costruito, lungo 4,4 km profondo 4,30 metri e largo 18,50 metri. Ma il potere incrostante delle acque del Velino fece salire rapidamente il fondo del suo nuovo letto, riproponendo il problema degli straripamenti, e nel periodo postunitario il disboscamento peggiorò ulteriormente la situazione per la maggiore quantità di ghiaia che i torrenti montani vi immettevano. Il problema fu risolto definitivamente tramite opere di drenaggio.

## Luoghi d'interesse

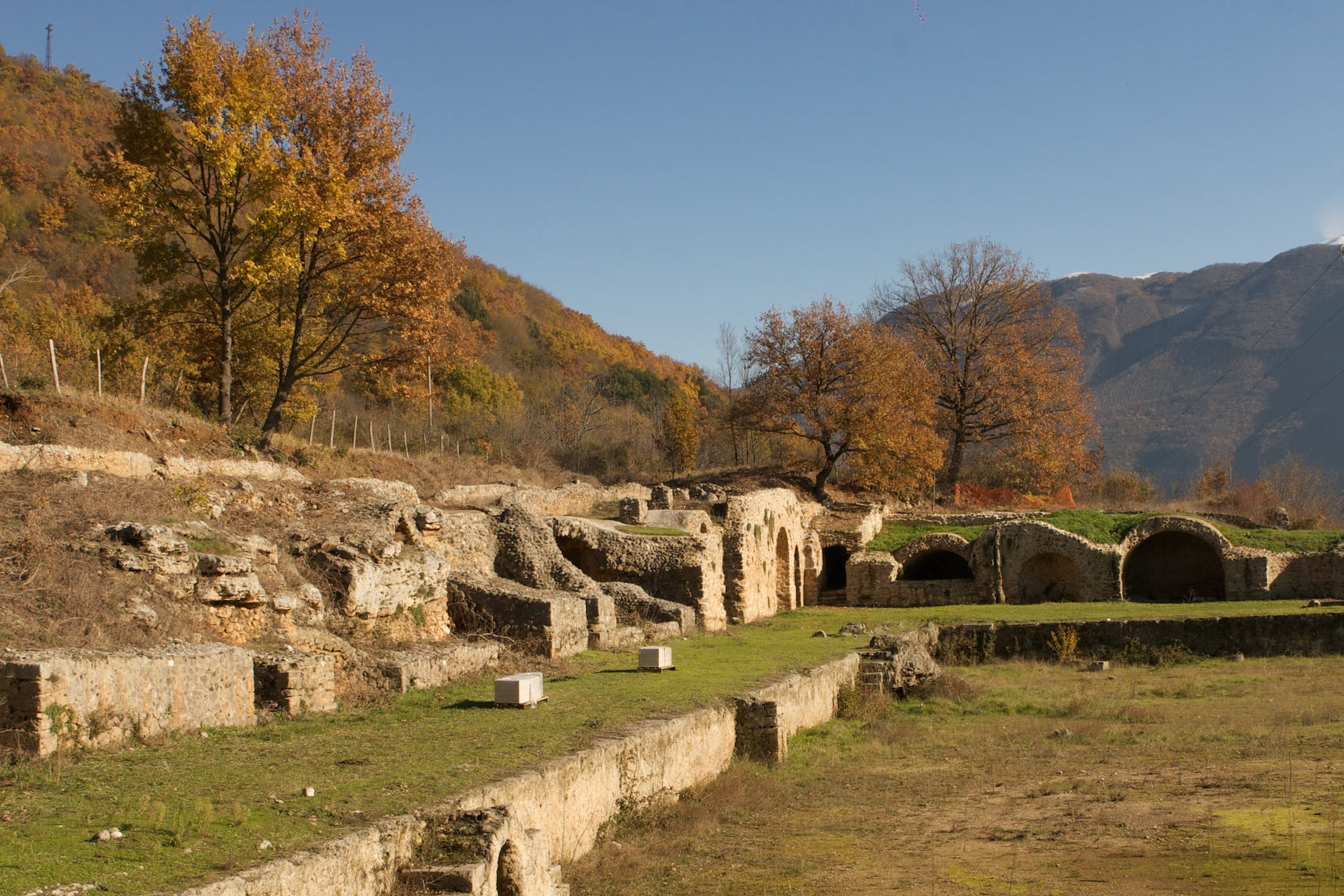
Ruderi delle Terme di Vespasiano

La piana, che oggi si presenta densamente coltivata, fu un centro di attrazione sin dall'antichità, quando i "misteriosi" fenomeni carsici diedero alla zona un forte valore religioso; inoltre sin dall'epoca romana le sorgenti di acque solfuree furono usate a scopo terapeutico.
- I resti dell'antica Cutilia, dove è possibile ammirare gli scavi archeologici delle Terme di Vespasiano e della villa di Tito.

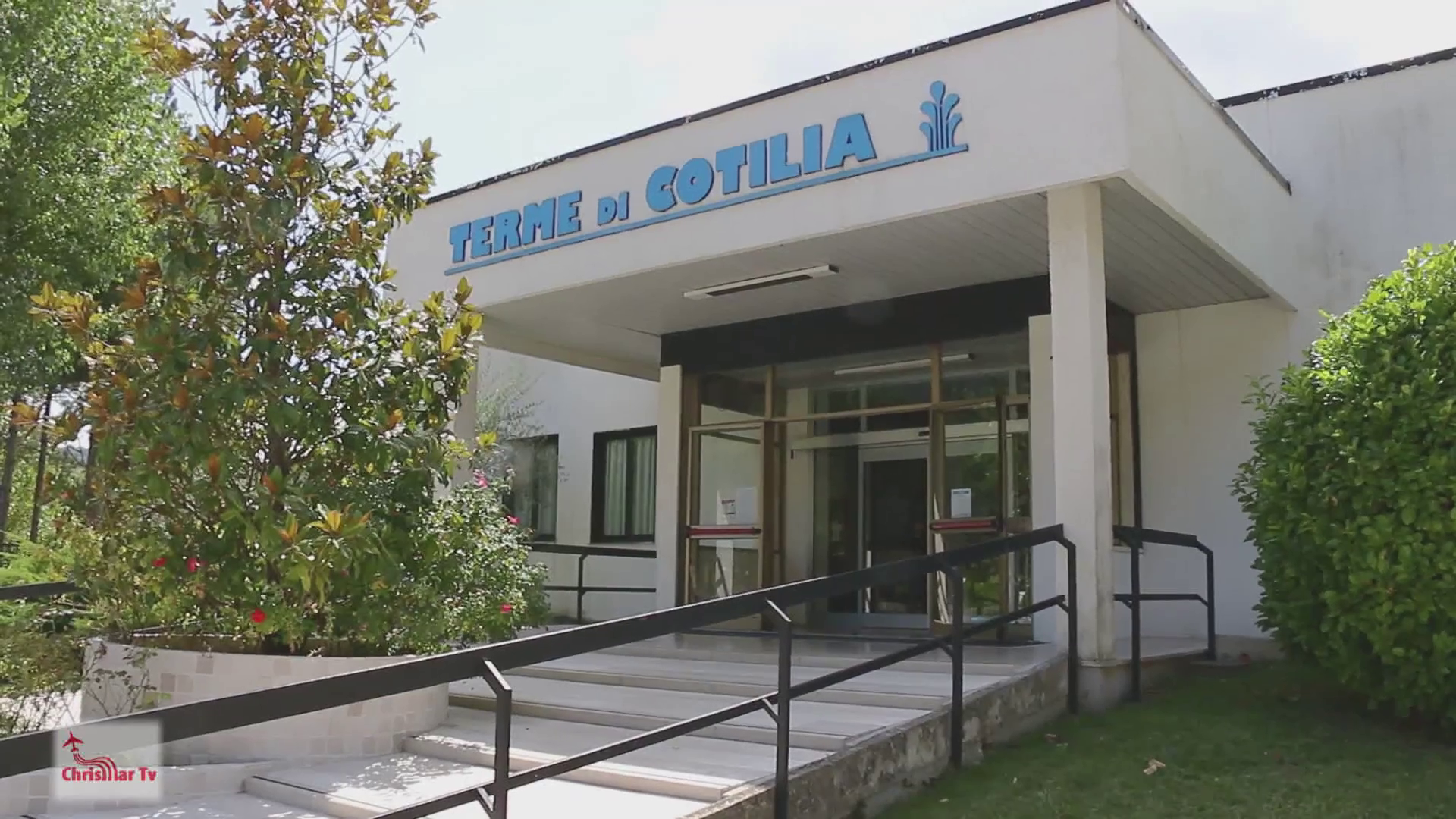
Il moderno stabilimento termale di Cotilia

- Il moderno stabilimento delle Terme di Cotilia, aperto da giugno a ottobre, permette di sfruttare le i benefici terapeutici delle acque e offre trattamenti quali bagni, fanghi, inalazioni e aerosol, nonché fontane dalle quali bere le acque sulfuree o ferrose.

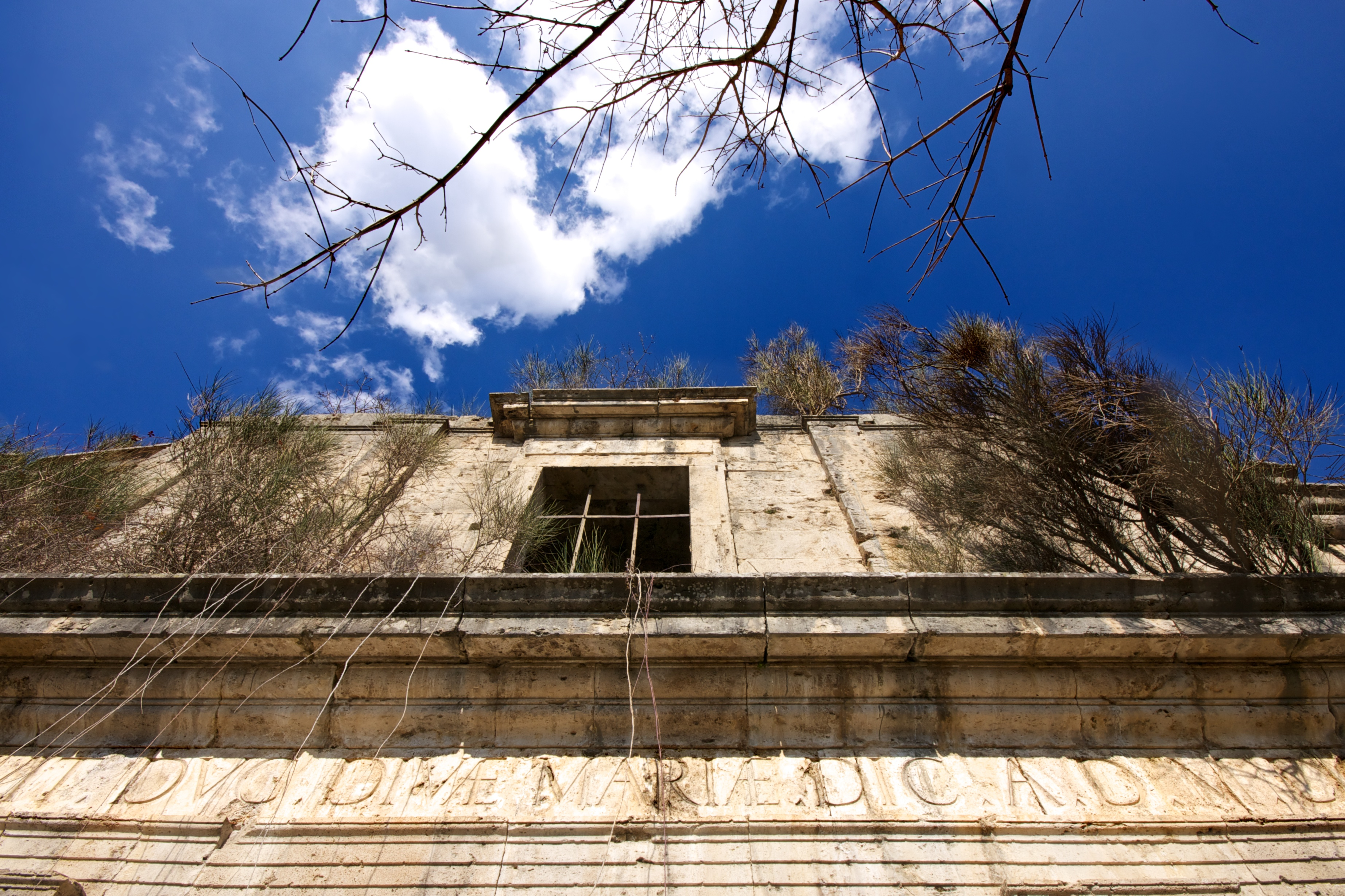
Chiesa di San Vittorino

- I ruderi della chiesa di San Vittorino, situata a breve distanza dalle Terme di Cotilia nel comune di Cittaducale. Fondata nel Trecento-Quattrocento sui resti di un tempio pagano dedicato alle ninfe dell'acqua, ampliata tra il 1608 e il 1613, fu un tempo tra le più importanti di Cittaducale, ma dovette essere abbandonata nell'Ottocento quando il terreno su cui era stata costruita iniziò a sprofondare.[6] Ancora oggi la chiesa continua progressivamente a sprofondare; una sorgente sotterranea sgorga nel mezzo della navata centrale e l'acqua defluisce per mezzo della porta dell'edificio nella campagna circostante. La sua suggestività ha fatto sì che in questa chiesa sia stata girata una surreale scena del film d'essai Nostalghia di Andrej Tarkovskij (1983).[7]

## Infrastrutture e trasporti
La Piana di San Vittorino è attraversata da importanti infrastrutture, in quanto per chi proviene da Rieti e da Roma è il naturale punto di passaggio per aggirare il Terminillo e raggiungere l'Abruzzo (scavalcando l'appennino da Antrodoco tramite il valico di Sella di Corno) oppure per raggiungere l'alta valle del Velino (Posta, Amatrice, Accumoli) e poi scavalcare l'appennino con il Passo della Torrita per raggiungere Ascoli Piceno e il mare Adriatico.
Per questo già in epoca romana la piana era attraversata dalla Via Salaria, strada consolare che collegava Roma all'Adriatico passando per Rieti ed Ascoli Piceno.
Oggi la piana è attraversata dalla Strada statale 4 Via Salaria, che come la strada antica collega Roma all'Adriatico; da essa, ad Antrodoco, si diparte la Strada statale 17 per L'Aquila. In questo tratto la Salaria è ancora oggi una strada dalla carreggiata stretta, che segue un percorso non troppo diverso da quello della consolare romana, in quanto il tratto a scorrimento veloce termina a Santa Rufina e riprende solo a Posta. L'ammodernamento del tratto Santa Rufina-Posta è previsto dalla legge obiettivo.
La piana inoltre è attraversata dalla ferrovia Terni-Rieti-L'Aquila, che la serve con le stazioni di Cittaducale, Cotilia, Sorgenti del Peschiera, Castel Sant'Angelo e Canetra. Avrebbe dovuto attraversarla anche la Ferrovia Salaria (Roma-Rieti-Ascoli Piceno-San Benedetto del Tronto), che fu più volte progettata ma mai costruita.
Inoltre ad ovest della piana, tra Rieti e Cittaducale, si apre la valle del Salto, che è solcata dalla strada regionale 578, la principale via d'accesso al Cicolano.